# SoftBank 932SH
AQUOSケータイ SoftBank 932SH（アクオスケータイ ソフトバンク きゅうさんにエスエイチ）は、シャープが開発し、ソフトバンクモバイルが販売するW-CDMA通信方式携帯電話端末である。
2009年2月6日発売。

## 特徴
ソフトバンクモバイル向けの7代目AQUOSケータイ。
2008年の夏モデルであるSoftBank 923SHからほぼ7ヶ月ぶりに、AQUOSケータイのアイデンティティであるサイクロイドスタイルが再び採用された端末となった。また、今まで折りたたみ式サイクロイド端末といえばその構造上天板に段差があるのが通例であったが、本機は構造が改良された機構を採用した端末では初めてそれが無く、天板がフラットなデザインになった。この機構は「Newサイクロイドスタイル」と名づけられた。孫正義社長自身がボーダフォン買収時に販売されていた初のAQUOSケータイを見たときから、どうにかこの段差を無くせないものかと散々言い続けてきてようやく開発された端末だと語っている。通常の携帯電話機のようなデザインになったが、却って野暮ったくなったり、重くなってしまったという声もある。
ワンセグ対応携帯としては初めて、ワンセグダブルチューナーを搭載したことにより、2番組を同時に見ることができ、2番組同時録画で裏番組も録れる。
メインカメラには、930SHで採用された800万画素CCDカメラと画像処理エンジン「ProPix」が採用された。またAQUOSケータイでは912SH以来サブカメラが復活している。
バーチャル5.1ch対応3スピーカー搭載で圧倒的な迫力と臨場感を実現。
サービス面では、2008年11月からスタートした「モバイルウィジェット」に対応している。
ソフトバンクによる発表会の際には、世界のナベアツが、「ハッピーターン2枚よりも薄い」、「サイクロイドの段差はお子様にとって危険だったが、今回スリムになって安全になった」と、932SHのプレゼンテーションで説明していた。　なお、ナベアツは前年に富士通によるNTTドコモのF906iのテレビCMに出演していた。

## 主な機能・サービス
- ミュージックプレイヤー
- Bluetooth
- 赤外線通信
- フィーリングメール
- カスタムスクリーン
- バイリンガル
- QRコード読み取り・作成
- ドキュメントビューア（Microsoft Word (.doc)・Microsoft Excel (.xls)・Microsoft PowerPoint (.ppt)・PDFデータ (.pdf) のみ）
- 光TOUCH CRUISER
- 新ベールビュー
- リアル3Dゲーム(メタルギアソリッド モバイル、Mobile真・三國無双の体験版をプリインストール)

| 主な対応サービス                      | 主な対応サービス                                                                             | 主な対応サービス                      |
| ------------------------------------- | -------------------------------------------------------------------------------------------- | ------------------------------------- |
| S!一斉トーク                          | S!ともだち状況                                                                               | Yahoo!mocoa                           |
| S!ループ                              | S!タウン                                                                                     | S!速報ニュース （おためしコンテンツ） |
| S!情報チャンネル （3Gお天気アイコン） | S!FeliCa (Faver 2.0)                                                                         | PCサイトブラウザ （RSS)               |
| 電子コミック （ワイド画面コミック）   | S!アプリ （メガアプリ、 モーションコントロールセンサー、 ワイド画面アプリ、 リアル3Dゲーム） | 着うたフル／着うた                    |
| デコレメール （マイ絵文字）           | S!電話帳バックアップ                                                                         | PCメール                              |
| コンテンツおすすめメール              | TVコール                                                                                     | 世界対応ケータイ (W-CDMA+GSM)         |
| S!GPSナビ                             | デルモジ表示 （アニメビュー）                                                                | ワンセグ （Wチューナー）              |
| 3Gハイスピード                        | S!おなじみ操作                                                                               | ダブルナンバー                        |
| 着デコ                                | きせかえアレンジ （カスタムスクリーン）                                                      | ミュージックプレイヤー                |
| 安心遠隔ロック                        | モバイルウィジェット                                                                         | 大容量ファイル添付機能                |

## 歴史
- 2009年1月29日 - ソフトバンクモバイルより公式発表。
- 2009年2月6日 - 発売開始。

## 不具合
- 2009年4月23日 - Yahoo!ケータイおよびPCサイトブラウザの画面メモを登録した場合、データが上書き保存される事象
- 2009年4月23日 - 「サーバーメール操作」のメールリストまたメール全受信を複数回行うと、メール送受信および下書き保存できなくなる事象